# Real Academia Militar de Sandhurst
La Real Academia Militar de Sandhurst (en inglés, Royal Military Academy Sandhurst; RMAS), conocida simplemente como Sandhurst, es el centro inicial de entrenamiento de oficiales del Ejército británico. Sandhurst es prestigiosa y ha tenido muchos alumnos famosos, como Winston Churchill, Abdalá II de Jordania, Alfonso XII de España, Qabus de Omán y recientemente, los príncipes Enrique y Guillermo del Reino Unido, así como el gran duque heredero Guillermo de Luxemburgo y Tamim bin Hamad Al Thani (actual jefe de Estado de Catar). Todos los oficiales del Ejército británico y muchos de otras partes del mundo han sido entrenados en Sandhurst.

## Historia
La Academia abrió sus puertas en 1947 en el anterior Royal Military College (RMC) en Sandhurst. Surgió de la fusión de la Real Academia Militar en Woolwich, que entrenaba a los oficiales para la Royal Artillery y Royal Engineers (desde 1741 hasta 1939), y el Royal Military College. Al término del servicio militar en el Reino Unido, la Academia se convirtió en el único centro de adiestramiento inicial para el Ejército británico porque se cerró la Mons Officer Training School en Aldershot. La Academia se ubica entre los condados de Berkshire y Surrey, marcado por un pequeño arroyo que es conocido como el arroyo de los sueños, en cuyo honor recibe su nombre el periódico de la Academia.
Sandhurst, a diferencia de otras academias nacionales militares, como West Point en los Estados Unidos o la Australian Defence Force Academy, no es una universidad. Se espera que los nuevos alumnos sean graduados universitarios aunque este no es un requerimiento absoluto. Esto podría ser visto en casos como el príncipe William, que era un graduado universitario cuando ingresó en la Academia, mientras que su hermano Henry no lo es. Las Fuerzas Armadas Británicas operan el Welbeck College, que prepara a los candidatos para grados académicos de ingeniería en universidades civiles. Se espera que dichos estudiantes pasen a Sandhurst, Dartmouth (Colegio Naval Real de Britannia) o Cranwell (RAF College Cranwell) después de terminar sus estudios.

## Cursos
El curso dura 44 semanas, y deberá ser completado por todos los oficiales regulares del Ejército británico (con algunas excepciones) antes de que reciban su graduación o nombramiento (en inglés comission). Usualmente es precedido por el Army Officer Selection Board y seguido por un entrenamiento más amplio para el Regiment o Corps en los que servirá el oficial. Se imparten cursos más cortos para 'oficiales profesionalmente preparados' (médicos, dentistas, enfermeras, abogados, veteranos). Este curso de solo 4 semanas es coloquialmente conocido como el curso "Vicars and Tarts". Todos los oficiales cadetes que completan el curso de graduación son elegibles para licenciarse.

## Organización
A cargo de la Academia se encuentra el comandante, generalmente un oficial con rango de Mayor General. Los cursos comienzan en enero, mayo y septiembre de cada año. Se registra una entrada de aproximadamente 270 alumnos, y cada uno de ellos se integra en una compañía. Cada curso de graduación se divide en tres periodos, cada uno de 14 semanas, y en cada uno de ellos los cadetes son acomodados en una de las tres compañías. Podría haber hasta 10 compañías en la Academia al mismo tiempo, mandadas por un mayor y nombradas en honor a una famosa batalla en la que el Ejército británico haya participado de forma destacada. Las compañías varían pero actualmente son:
- Compañía Alamein
- Compañía Gaza
- Compañía The Somme
- Compañía Ypres
- Compañía Burma
- Compañía Normandy
- Compañía The Falklands
- Compañía Imjin
- Compañía Malaya
- Compañía Blenheim
- Compañía Waterloo
- Compañía Inkerman
- Compañía Dettingen.

Los cursos que se mencionan que son de corta duración (para el Ejército Territorial y para los Cuerpos de Oficiales Profesionales) y son instruidos secuencialmente, y cada uno de ellos es conocido como "Compañía Dettingen".
Cada compañía de instrucción se divide en tres secciones, cada una de treinta cadetes comandados por un capitán. La "compañía Dettingen" se divide de la misma forma que las compañías regulares, aunque los cursos cortos constan tan solo de dos secciones.
También existe un pelotón de rehabilitación llamado "Lucknow Platoon" que atiende a los cadetes que están lesionados a consecuencia del entrenamiento para prepararlos para el reingreso a sus destinos habituales.